# كورتيس مار
كورتيس مار (بالإنجليزية: Curtis Mar)‏ هو لاعب بولينغ فيجي، ولد في 1968.

## روابط خارجية
- كورتيس مار على موقع اتحاد ألعاب الكومنولث (مؤرشف) (الإنجليزية)
- كورتيس مار على موقع دورة ألعاب الكومنولث 2006 (مؤرشف) (الإنجليزية)